# Shay Elias
Shay Elias (in ebraico שי אליאס‎?; Herzliya, 25 febbraio 1999) è un calciatore israeliano, centrocampista dell'Hapoel Be'er Sheva.

## Carriera

### Club
Ha giocato nella massima serie israeliana.

### Nazionale
Dopo numerose presenze con le varie nazionali giovanili israeliane, ha esordito in nazionale maggiore nel 2022.

## Palmarès

### Club

#### Competizioni nazionali
- Supercoppa d'Israele: 1

Hapoel Be'er Sheva: 2022